# Raduń (rejon werenowski)
Raduń (biał. Радунь, lit. Rodūnia) – osiedle typu miejskiego na Białorusi w obwodzie grodzieńskim w rejonie werenowskim, na historycznej Wileńszczyźnie, 30 km na północny zachód od Lidy i 82 km od Wilna; 2,2 tys. mieszkańców (2018). 
Znajduje się w nim siedziba rzymskokatolickiej parafii Matki Bożej Różańcowej erygowanej w 1538 roku w dekanacie Raduń w diecezji grodzieńskiej. Działa tu także Oddział Związku Polaków na Białorusi. W 2000 r. w miejscowości erygowano parafię prawosławną pw. św. Eufrozyny Połockiej. Miastem partnerskim jest Świdnik.
Miasto królewskie położone było w końcu XVIII wieku w starostwie niegrodowym raduńskim w powiecie lidzkim województwa wileńskiego. Magdeburgię nadał król Jan III Sobieski w 1679 roku.
W II RP w gminie Raduń w powiecie lidzkim, później siedziba władz rejonu raduńskiego, od 1962 w rejonie werenowskim.

## Historia

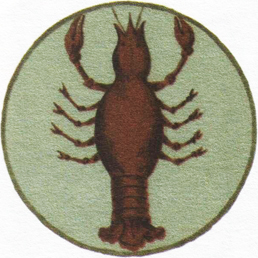
Herb Radunia w 1792

Pierwsze wzmianki o Raduniu pochodzą z 1387 roku. W 1486 r. był notowany jako miasto. W XVI w. był ośrodkiem starostwa niegrodowego. Pierwszy kościół katolicki powstał tu najpewniej w ostatniej ćwierci XV w., najstarszy znany zapis na świątynię pochodzi z 1517 r. Kolejny, opatrzony dodatkowym funduszem, stanął w 1556 r. z inicjatywy królowej Bony. W ciągu wieków stało tu co najmniej pięć kościołów, wszystkich drewniane aż do 1929 r., gdy zaczęto wznosić istniejącą do dziś murowaną świątynię.  W 1792 r. otrzymał własny herb. W granicach Wielkiego Księstwa Litewskiego i Rzeczypospolitej Obojga Narodów do rozbiorów, później w granicach Imperium Rosyjskiego w guberni wileńskiej. 

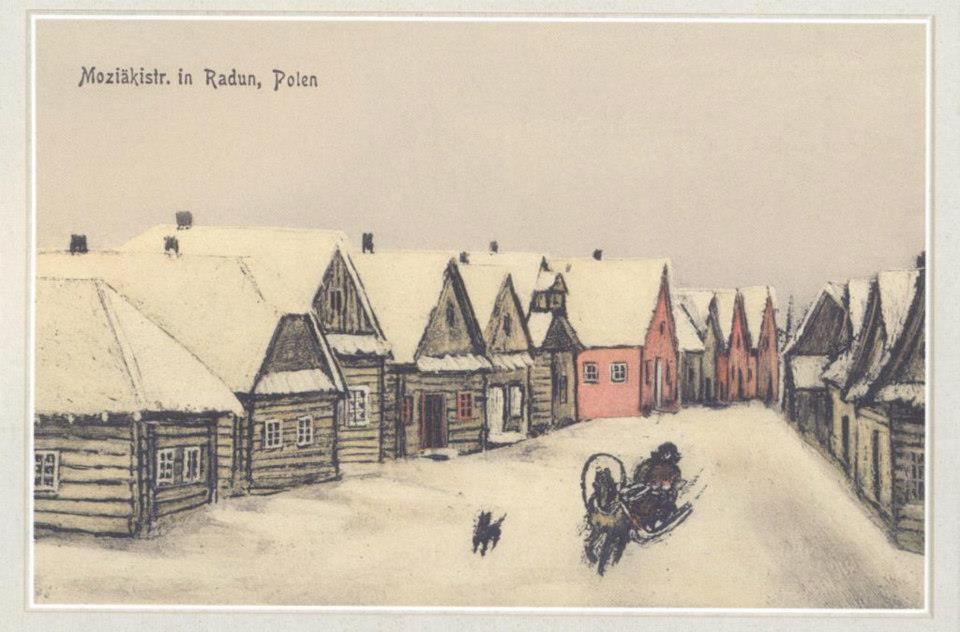
Raduń w czasie I wojny światowej

W latach 1921–1939 w II Rzeczypospolitej, w powiecie lidzkim. Za II Rzeczypospolitej miejscowość była siedzibą wiejskiej gminy Raduń. Przed drugą wojną światową liczba raduńskich parafian wynosiła ponad 8 tysięcy. W okresie do II wojny światowej miejscowość zamieszkana w dużej części przez Żydów, znana z jesziwy. Miejscowość we wrześniu 1939 roku zajęta przez ZSRR. Pod okupacją sowiecką 2 listopada 1939 roku wcielona do Białoruskiej SRR. W okresie 1941–1944 pod okupacją niemiecką, następnie ponownie zajęta przez wojska sowieckie.
Podczas okupacji hitlerowskiej, w październiku 1941 roku Niemcy utworzyli getto dla żydowskich mieszkańców. Przebywało w nim około 1700 osób. 8 czerwca 1942 roku Niemcy zlikwidowali getto, a Żydów zamordowali (około 300 uciekło). 
Utworzona w 1944 roku sowiecka administracja cywilna w większości składała się z byłych sowieckich partyzantów pochodzących ze wschodniej Białorusi lub z głębi ZSRR. Miejscowa ludność tylko w niewielkim stopniu otrzymała możliwość współudziału w realnym zarządzaniu miejscowością. W ówczesnych władzach rejonu raduńskiego 98 osób (prawie wszystkie) było wcześniej sowieckimi partyzantami. Podobnie było w innych instytucjach – ze 122 komsomolców rejonu jedynie 16 było osobami miejscowymi (Polakami). Rejonowy oddział milicji w Raduniu złożony był z 30 osób, wyłącznie byłych członków sowieckiej partyzantki. W jednym z raportów dla władz opisano ich następująco:

Znajdując się w oddziale partyzanckim wyróżniali się słabą dyscypliną i kiepskim zachowaniem. Obecnie prowadzą bezprawną politykę wobec miejscowej ludności, wymuszając wódkę, miód, słoninę. W przypadku odmowy przeprowadzają rewizje w domach.

Od 1991 r. miejscowość wchodzi w skład niepodległej Białorusi.

## Demografia
Tuż przed rozpoczęciem wojny niemiecko sowieckiej w czerwcu 1941 roku, ludność rejonu raduńskiego wynosiła 31 300 osób, zaś w lipcu 1944 roku, po ponownym zajęciu przez Sowietów – 29 469. Według raportu sowieckiego sekretarza Leskina, rejon zamieszkiwali w przeważającej masie Polacy, było trochę Białorusinów i Litwinów.

## Zabytki

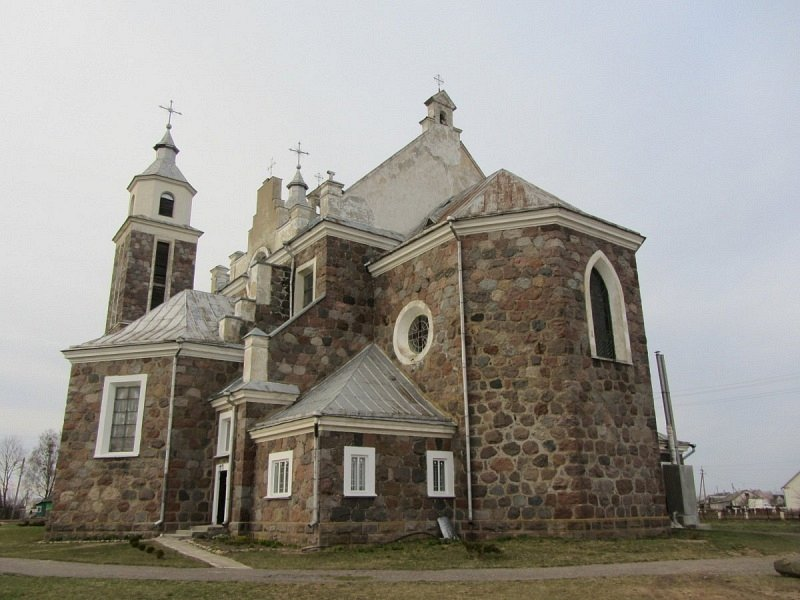
Kościół Matki Boskiej Różańcowej z czasów II Rzeczypospolitej

- kościół Matki Boskiej Różańcowej z lat 1929–1933, dwuwieżowa bazylika z cegły i kamienia w stylu „swojskim” –modernistycznym, z (elementami historyzmu). Świątynię zbudowano według projektu architekta Jana Borowskiego, a pracami budowniczymi kierował mistrz Antoni Bepka. W kościele znajduje się pięć ołtarzy w stylu barokowym, z XVIII w., które zostały przeniesione ze starego kościoła. W ołtarzach umieszczono barokowe obrazy pochodzące z kościoła karmelitów trzewiczkowych w Koleśnikach (ob. Litwa): w ołtarzu głównym Wizja św. Szymona Stocka, Św. Magdalena de Pazzi i Św. Maria Magdalena oraz w bocznych: SS. Jerzy, Józef, Tomasz i Maciej, Zdjęcie z Krzyża oraz Matka Boska z Dzieciątkiem[10][11].
- plebania (następnie szpital)
- jesziwa, 1882
- cmentarz żydowski założony w XVI w.
- Zamczysko "królowej Bony" na planie czworokąta, położone na południowy wschód od miasta w pobliżu wsi Horodyszcze.

## Galeria zdjęć

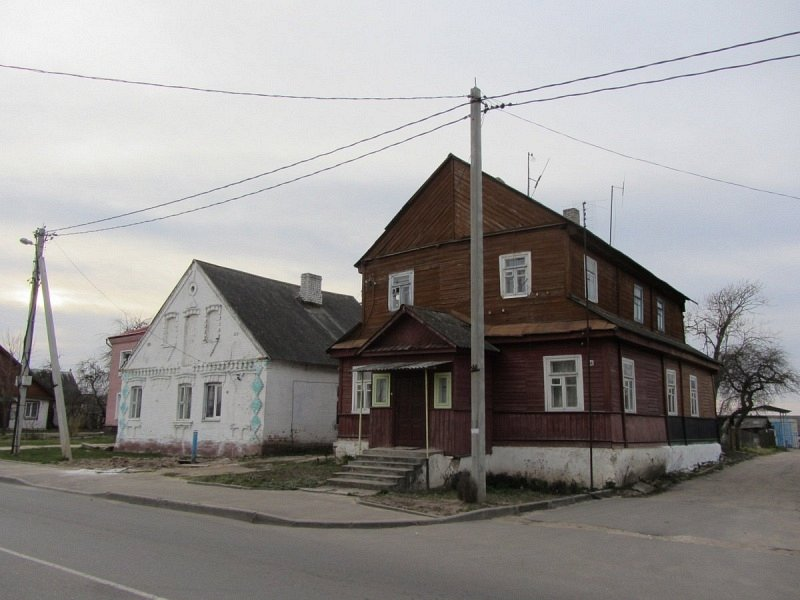
Stare domy
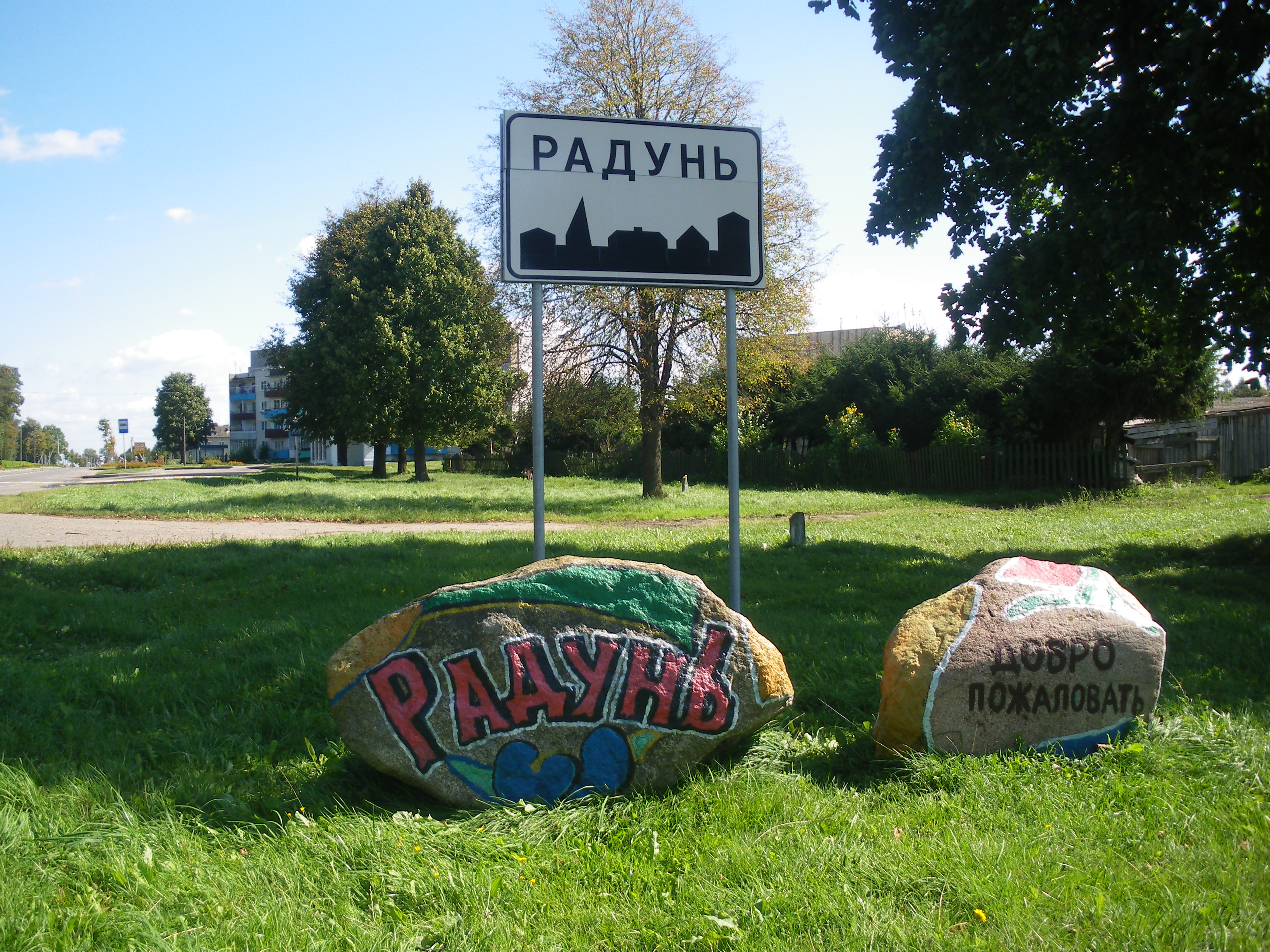
Znak wjazdu do Radunia na trasie z Grodna
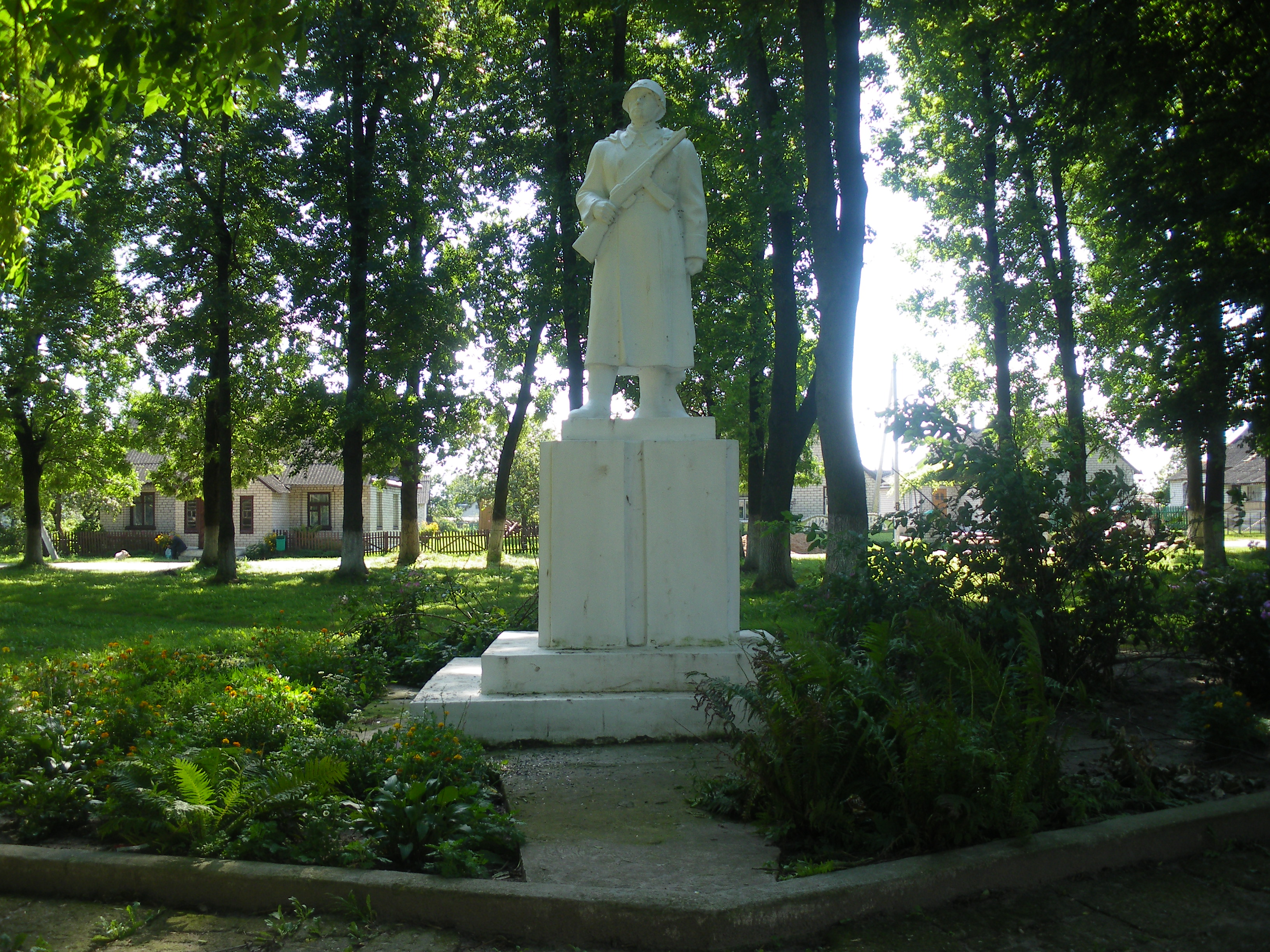
Pomnik sowieckiego żołnierza w parku
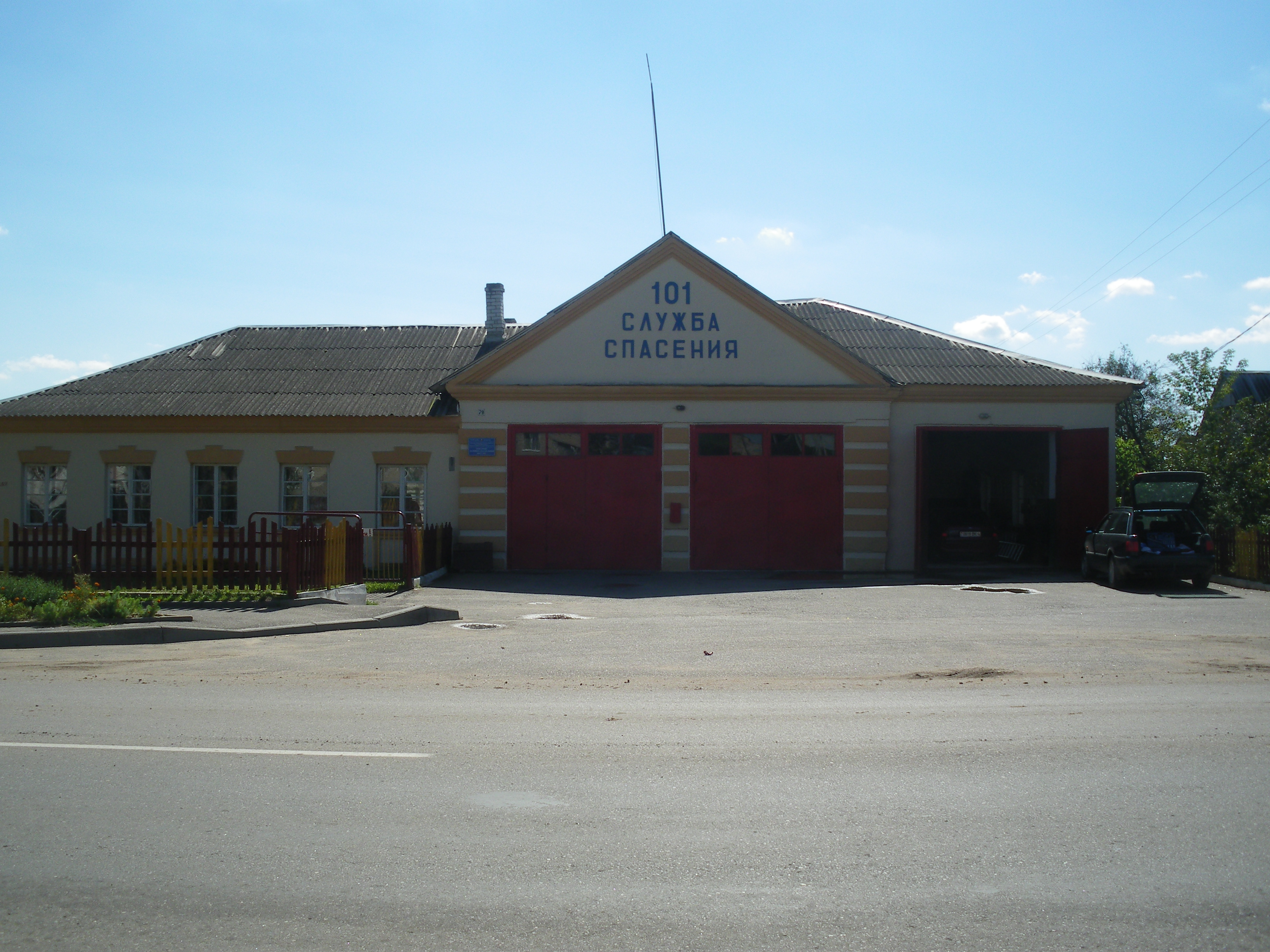
Remiza straży pożarnej
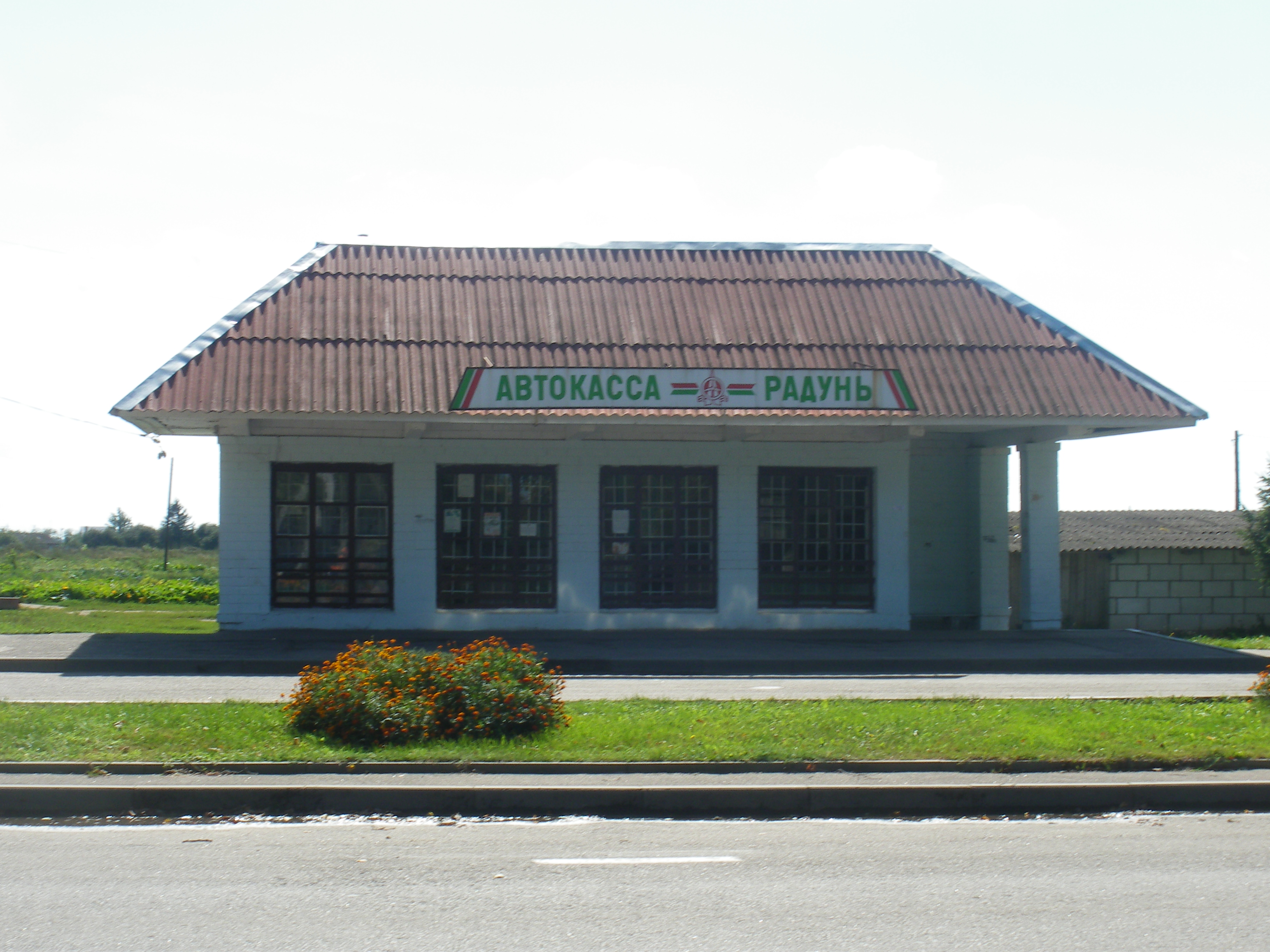
Przystanek autobusowy
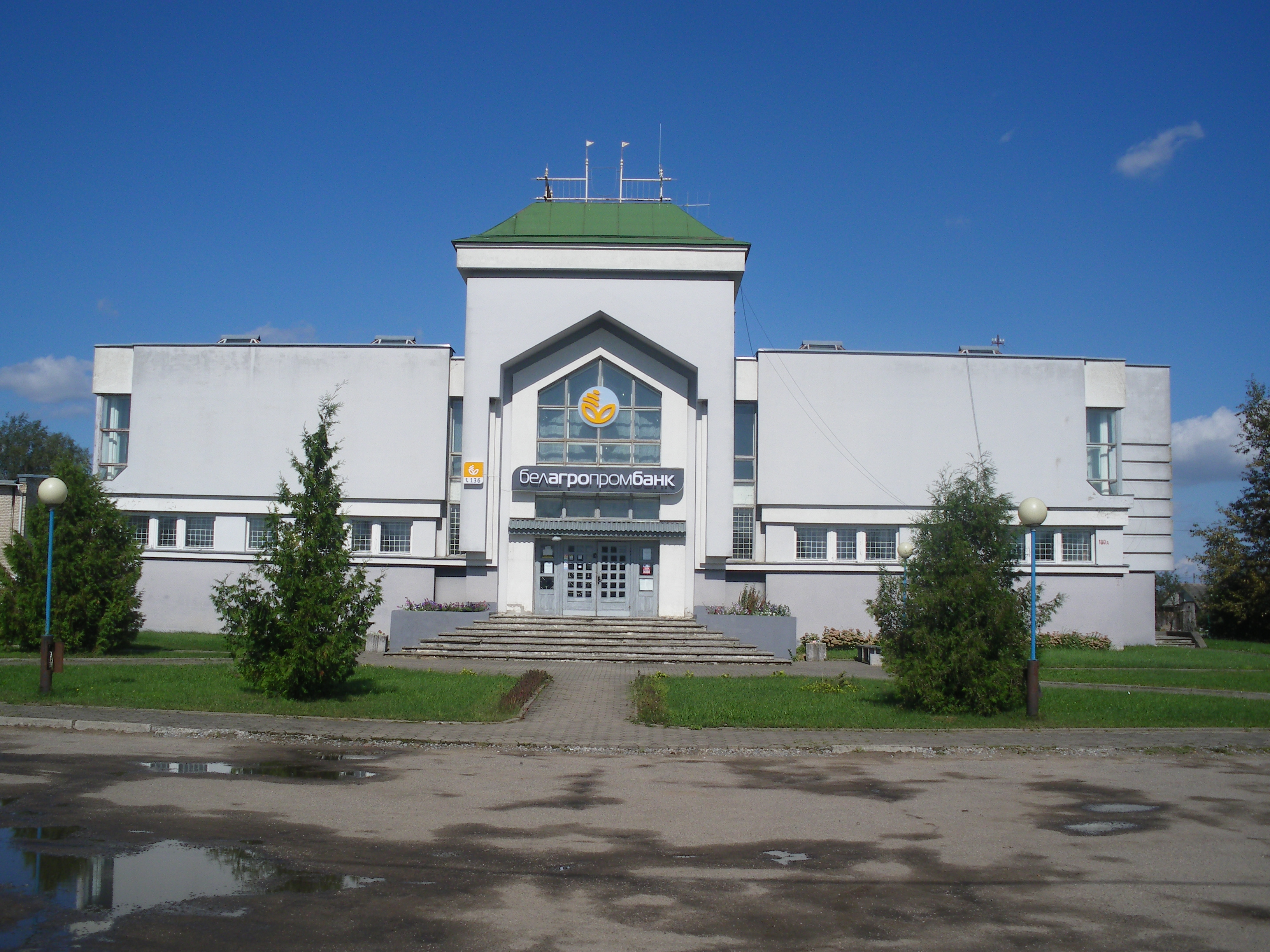
Bank
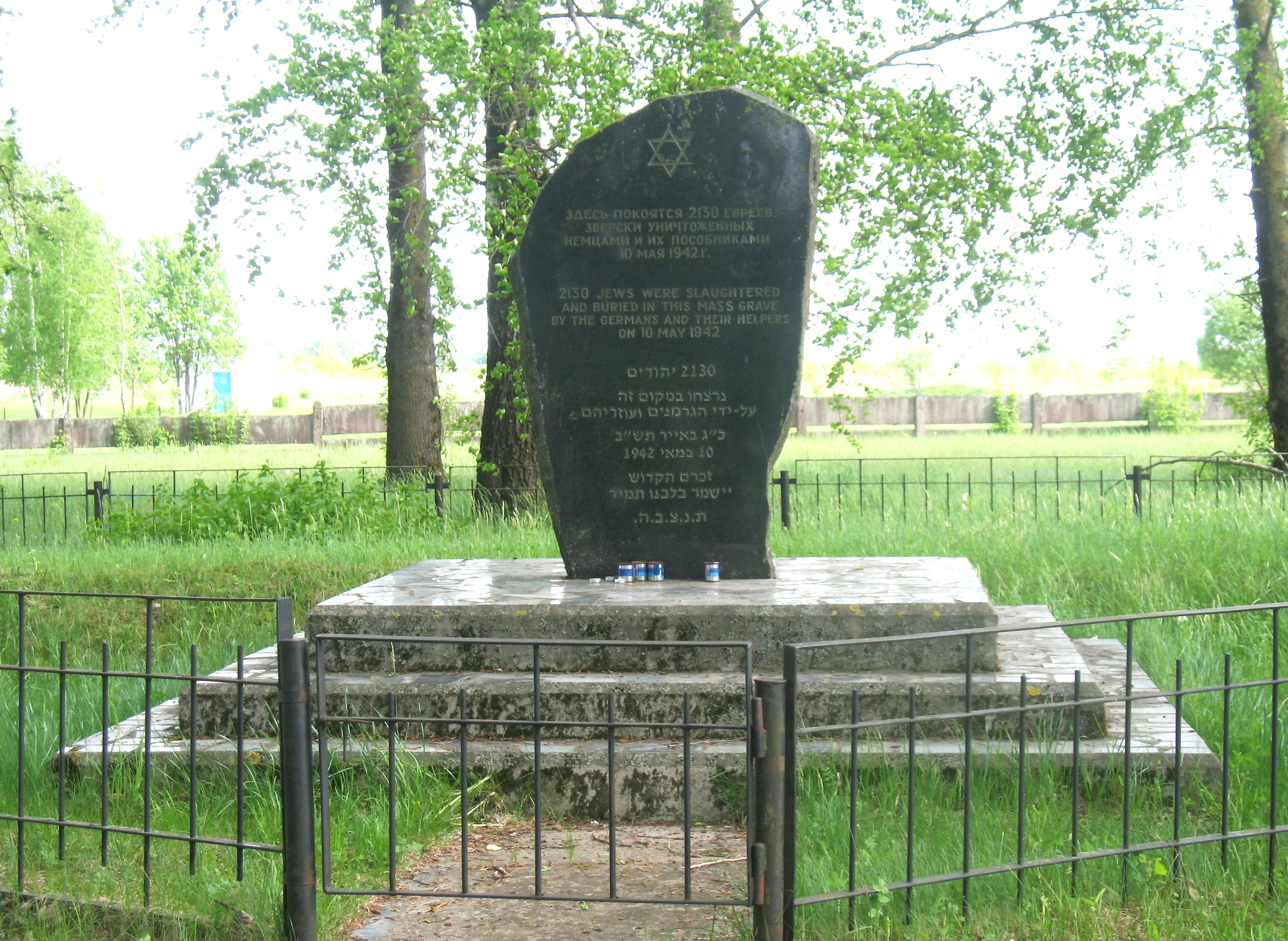
Mogiła zbiorowa na cmentarzu żydowskim